# Silnice II/644
Silnice II/644 je silnice II. třídy, která vede z Městečka Trnávka do Mohelnice. Vede obcemi Vranová Lhota a Líšnice. Je dlouhá 21,9 km. Prochází dvěma kraji a dvěma okresy. Do 80. let 20. století byla součástí silnice I/44.

## Vedení silnice

### Pardubický kraj, okres Svitavy
- Městečko Trnávka (křiž. II/371)
- Mezihoří (křiž. III/3715)
- Petrůvka (křiž. III/3716)
- Pěčíkov (křiž. III/0441)
- Hraničky
- Vranová (křiž. III/37332)

### Olomoucký kraj, okres Šumperk
- Veselí
- Vacetín
- Zavadilka (křiž. III/37324)
- Svinov
- Líšnice (křiž. III/03539)
- Újezd
- Mohelnice – dálnice D35 nájezd na oba směry
- Mohelnice – odbočka vpravo na II/444 směr Úsov
- Mohelnice, nám. Tyrše a Fügnera – konec II/644 napojením na III/4446